# Margarita Armstrong-Jones
Lady Margarita Armstrong-Jones (Londres, 14 de mayo de 2002) es hija del conde y la condesa de Snowdon. Es  nieta de Margarita del Reino Unido y la primera nieta del 1° conde de Snowdon y ocupa un puesto en la línea de sucesión al trono británico, después de su padre y hermano.

## Biografía
Lady Margarita nació el 14 de mayo de 2002 en el Hospital Portland en Londres. Fue bautizada como Margarita Elizabeth Rose Alleyne, con su primer nombre, siendo un tributo a su abuela, la princesa Margarita del Reino Unido, y su segundo nombre a su bisabuela, la Reina Madre, ambas fallecieron poco antes de su nacimiento. Rose fue, según declaró su padre en la revista Majesty, un nombre seleccionado por su hermano Charles. Alleyne es uno de los segundos nombres de su madre. Sus padrinos son Sarah Chatto y William Stanhope, vizconde Petersham.

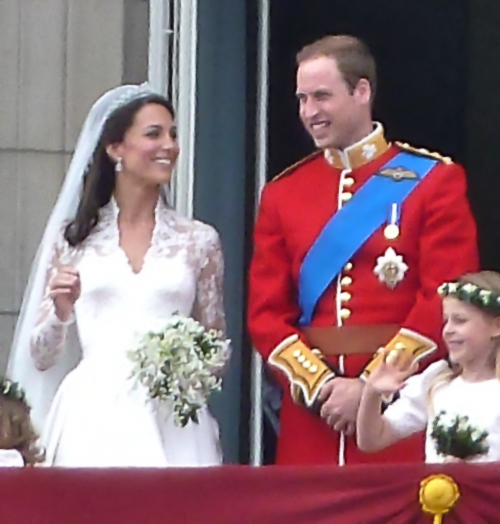
Margarita (extremo izquierdo) como dama de honor en la boda real entre Guillermo de Cambridge y Catherine Middleton, abril de 2011

A la edad de 8 años, Lady Margarita fue dama de honor en la boda real entre Guillermo de Cambridge y Catherine Middleton.
A los 14 años, asistió a su primer evento de moda, el Dior Cruise, en el Blenheim Palace. Ella y su prima tercera, Eloise Taylor, hija de Helen Taylor, modelaron por primera vez en un evento de moda para reunir fondos para Kids Company, organizado por Chelsea Ballet Schools.
Asistió al Garden House School (un colegio independiente en Turks Row, Chelsea, Londres) como también al Tudor Hall School (para completar GCSE) antes de cambiarse al St Mary's School en Ascot.

## Sucesión
| Predecesor: Charles Armstrong-Jones, vizconde Linley | Línea de sucesión al trono británico 27º. | Sucesor: Lady Sarah Chatto |